# Biserica „Adormirea Maicii Domnului” - Joseni din Dragoslavele
Biserica „Adormirea Maicii Domnului” - Joseni din Dragoslavele este un monument istoric aflat pe teritoriul satului Dragoslavele, comuna Dragoslavele. În Repertoriul Arheologic Național, monumentul apare cu codul 16481.01.